# 皖西学院
皖西学院是一所位于中华人民共和国安徽省六安市的公立普通高等院校。2004年获学士学位授予权，2014年获批安徽省“地方应用型高水平大学”立项建设单位。

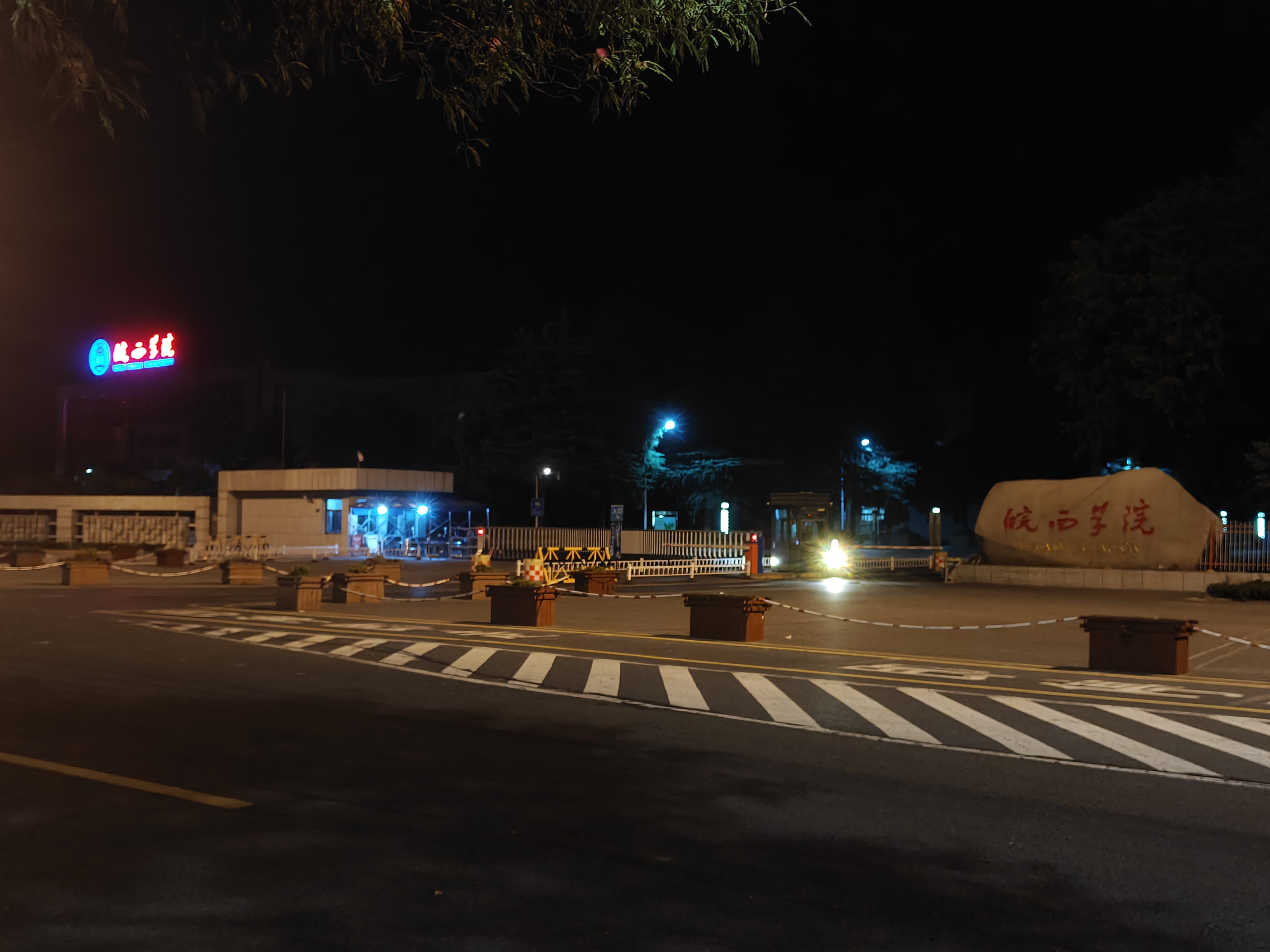
皖西学院夜景(东南1门)

## 校史沿革
六安师范专科学校，创办于1958年8月，校址设在六安市淠河西岸桃花坞，分中文、数学两科，学制二年，招生200人，1963年9月，该校改为六安中学教师进修学校；1970年至1975年先后改为六安地区师资训练班、皖西师范；1977年恢复高校统一招生制度，该校改名为安徽师范大学六安教学点，招收四年制本科生214人；1979年元月，经国务院批准，恢复六安师范专科学校建制。

皖西联合大学，于1985年秋季创办，位于六安市东七里站，设会计统计、工业民用建筑、淡水养殖等三个专业。会统专业招2班，100人，学制2年；工业民用建筑专业招1班，50人，学制3年；淡水养殖专业招1班，50人，学制2年。

## 现状

### 院系设置
学校现设有15个二级学院：

| - 材料与化工学院 - 电气与光电工程学院 - 电子与信息工程学院 - 法学院 - 环境与旅游学院 - 机械与车辆工程学院 - 建筑与土木工程学院 - 金融与数学学院 | - 经济与管理学院 - 生物与制药工程学院 - 体育学院 - 外国语学院 - 文化与传媒学院 - 艺术学院 - 马克思主义学院 |

### 学科专业
学校现有65个本科专业，涵盖经济学、法学、教育学、文学、理学、工学、农学、医学、管理学、艺术学十大学科门类。拥有2个国家级特色专业，1个国家级“专业综合改革”试点专业，1个省级重点学科。
- 国家级特色专业（2个）：数学与应用数学、电子信息科学与技术
- 国家级“专业综合改革”试点专业（1个）：生物工程
- 安徽省重点学科（1个）：人文地理学

### 科研平台
学校现有科技创新平台43个，其中安徽省重点实验室1个，安徽省工程技术研究中心1个，安徽省高校人文社会科学重点研究基地1个。
- 安徽省重点实验室（1个）：仿生传感与检测技术省级实验室
- 安徽省工程技术研究中心（1个）：植物细胞工程安徽省工程技术研究中心
- 安徽省高校人文社会科学重点研究基地（1个）：廉政文化研究中心

## 知名校友
- 沈素琍：中文系毕业，现任安徽省人大常委会副主任。
- 周皖柱：1979级物理系，中国人民解放军中将，中部战区陆军政治委员。
- 曹勇：1985年中文系毕业，曾任安徽省商务厅厅长。
- 李耀才：1978级，曾任安徽省滁州市人大常委会主任。
- 张正耀：1978级，现任安徽省政协提案委员会副主任。
- 杨光祥：1979级中文科，现任安徽省六安市政协副主席。
- 陶明：1982年中文科毕业，现任新华社陕北支社社长。
- 祝家贵：1980年毕业，现任巢湖学院院长。
- 李懋：1986年中文系毕业，现任淮南东辰实业总公司董事长。